# حياة على الأرض
حياة على الأرض أو الحياة على الأرض (بالانجليزية: Life on Land) حياة ديفيد أتينبارا على الأرض: هي عبارة عن موسوعة
أقراص فيديو رقمية (الدي في دي: دي في دي) تحتوى على وثائقيات عن الطبيعة، تم صنعها بواسطة وحدة التاريخ الطبيعي في هيئة الإذاعة البريطانية. تتكون من 6 سلاسل موزعة على 15 قرص، تباع كمجموعة في صندوق واحد، وقد قام ديفيد أتينبارا بكتابة وتقديم كل منها، وهكذا معاً قاما بتكوين مقدمة شاملة عن المجموعات الرئيسية لأشكال الحياة على الأرض. تم تصوير السلاسل بين عامي 1987 و2008, ولكن تم عرضها بالترتيب التطوري لتلك المجموعات، بدايةً بمجموعة اللافقاريات حتى تتويجها بالانسان، حتى يخبرنا بالقصة المستمرة لتطور الحياة على الأرض. تمثل هذه السلاسل دراسة مرئية متعمقة لعالم الأحياء كما هو الآن بدايةً من القرن الحادي والعشرين، وذلك في وقت عرض كلي يتجاوز 34 ساعة.
وقد تم تعديل كل سلسلة بحيث تحتوى على موسوعة تفاعلية على الشاشة، مفهرسة لكي توفر مرجعاً سهلاً لكل الفصائل التي صُورَت، وكذلك التصنيفات السلوكية مثل استخدام الأدوات، التعايش والهجرة. يمكن الرجوع إلى الفهرس المتواجد في كتاب صغير، متواجد أيضاً في صندوق أقراص الفيديو الرقمية. هنا، قائمة بالفصائل مرتبة أبجدياً (بالاسم الشائع) والتصنيفات، متوفرة جانباً إلى جنب مع القرص، ورقم الحلقة والفصل الذي يحتوي على المقاطع ذات الصلة. لا توجد أي مميزات إضافية.
تم إصدار صندوق الأقراص الرقمية في الثالث من نوفمبر عام 2008 بصيغة بال (إشارة) للمناطق 2 و4 للدي في دي. كما أنها متوفرة بشكل منفصل أيضاً.

## الحياة على الشجيرات التحتية (2005)
المقالة الرئيسية: الحياة على الشجيرات التحتية.
هي السلسلة الأولى التي تشغل القرص الأول والثاني، وتعرض حياة اللافقاريات على الأرض، أول مجموعة تنتقل من الحياة في البحر وتستعمر الأرض. تشتمل على الرخويات، الديدان، المفصليات والحشرات. كانت هذه السلسلة من السلاسل الأخيرة التي تم تصويرها، حيث اضطر أتينبارا للانتظار حتى تتوفر تقنيات تصوير أكثر تطوراً لكي تتمكن من تصوير تلك الكائنات الضئيلة بدون أي عرقلة لسلوكهم.

### قائمة الحلقات
1. «غزو الأرض».

1. «التعود على الهواء».

1. «غزّالون الحرير».

1. «علاقات حميمة».

1. «مجتمعات عليا».

## حياة النباتات الخاصة (1995)
المقالة الرئيسية: حياة النباتات الخاصة.
النباتات هي المجموعة الثانية الرئيسية من حيث التطور. تشغل هذه السلسلة القرص الثالث والرابع، صورها أتينبارا عام 1995. وقد استخدم تقنية التصوير المتقطع الرائدة (التصوير الأحداث التي تحدث ببطء ثم عرضها بسرعة) مما ممكنه من جعل حياة النباتات مفعمة بالحركة والإثارة كالحيوانات. النباتات الأرضية تطورت جنباً إلى جنب مع الحشرات الأولية مما شكل ترابطات معقدة أدت في النهاية إلى ظهور النباتات المزهرة.

### قائمة الحلقات
1. «السفر».

1. «النمو».

1. «الإزهار».

1. «الكفاح الاجتماعي».

1. «الحياة معا».

1. «البقاء».

## الحياة بدم بارد (2008)
المقالة الرئيسية: الحياة بدم بارد.
السلسلة الثالثة من المجموعة وتعرض المجموعات الأولى من الحيوانات الفقارية التي تترك الماء، البرمائيات وأنسالهم، الزواحف. يكشف القرصان الخامس والسادس كيف تمكنت هذه الكائنات من البقاء في بيئاتها الجديدة، وكيف أن قدرتهم على تنظيم درجة حرارة أجسادهم مكنتهم حتى من استعمار أكثر الصحاري حرارةً وجفافاً.

### قائمة الحلقات
1. «الحقيقة باردة الدم».

1. «غزاة الأرض».

1. «تنانين الجفاف».

1. «ثعابين متطورة».

1. «عمالقة مدرعون».

## حياة الطيور (1998)
المقالة الرئيسية: حياة الطيور.
تشغل دراسة أتينبارا المفصلة للطيور الأقراص من السابع إلى التاسع. انحداراً من الزواحف التي اعتادت الحياة على الأشجار انتقالاً إلى تطوير غطاء من الريش، وهكذا تمكنت الطيور من استعمار بيئة جديدة أخرى، وهي الهواء. هنا، لم يكشف أتينبارا فقط عدداً وفيراً من الفصائل من حول العالم، لكن أيضاً سلوكيات ولحظات حميمة، لم تُصوَر مسبقاً، من كل مرحلة من حياتهم.

### قائمة الحلقات
1. «أطير أو لا أطير».

1. «احتراف الطيران».

1. «شهية لاتشبع».

1. «آكلي اللحم».

1. «صيد السمك للعيش».

1. «إشارات وأغاني».

1. «البحث عن شريك».

1. «متطليات البيض».

1. «مشكلة الأبوة».

1. «حدود التحمل».

## حياة الثدييات (2002)
المقالة الرئيسية: حياة الثدييات.
تبحث السلسلة الخامسة في المجموعة، والموزعة على الأقراص من العاشر إلى الثالث عشر، في الثدييات. هم أيضاً منحدرين من الزواحف، ولكن قاموا بالمحافظة على دفئهم بغطاء من الفراء وليس الريش. ومع بداية التخصص في مصادر الطعام المختلفة، بدأت أجسادهم تستجيب عن طريق التكيف مع طرق مكنتهم من الاستغلال الأمثل للغذاء الذي اختاروه، سواء كان بالرعي أو الصيد.

### قائمة الحلقات
1. «تصميم رابح».

1. «صائدي الحشرات».

1. «مفترسي النباتات».

1. «تشيزلرز».

1. «آكلي اللحوم».

1. «الانتهازيون».

1. «عودة إلى الماء».

1. «حياة على الأشجار».

1. «المتسلقون الاجتماعيون».

1. «غذاء الفكر».

## عدنالأولى: عالمالبحر المتوسطوالإنسان(1987)
المقالة الرئيسية: عدن الأولى.
كان السلسلة السادسة والأخيرة الأولى التي تُصَوَر. يخبرنا أتينبارا بقصة كيفية تمكن فصيلة واحدة من الثدييات، وهي الإنسان العاقل من الانتشار من أفريقيا إلى البحر المتوسط وبدأت في تغيير علاقتها مع باقي العالم الطبيعي. يكشف القرص 14 والقرص 15 وقع أجدادنا على حيوانات ونباتات إقليم البحر المتوسط.

### قائمة الحلقات
1. «صنع الحديقة».

1. «استعباد الآلهة».

1. «نفايات الحرب».

1. «غرباء في الحديقة».